# Vitsvansad präriehund
Vitsvansad präriehund (Cynomys leucurus) är en gnagare i släktet präriehundar som förekommer i Nordamerika.

## Utseende
Djuret har en huvudsakligen gulbrun pälsfärg, under ögonen och vid kindpåsarna finns svartbruna fläckar. Pälsen byts varje år under senvåren. Den vita svansen är ett karaktäristiskt kännetecken. Hela kroppslängden är 34 till 37 cm vilket inkluderar en 4,0 till 6,5 cm lång svans. Bakfötterna är omkring 6 cm långa.

## Utbredning och habitat
Artens utbredningsområde sträcker sig från södra Montana över Wyoming till västra Colorado och nordöstra Utah i USA. Habitatet utgörs av prärien med gräs och buskar.

## Ekologi
Under sommaren är individerna främst aktiva tidigt på morgonen och sent på kvällen. Aktiviteten minskar under hösten. Vuxna individer påbörjar i oktober eller tidigt i november sin vinterdvala, vissa ungdjur påbörjar den redan en eller två månader tidigare. Hannar vaknar cirka två veckor före honorna, under senare delen av februari eller tidigt i mars.
Födan utgörs främst av örter och gräs.
Arten är inte lika social som andra präriehundar. Individerna bygger underjordiska bon där de gömmer sig för naturliga fiender, främst kungsörn (Aquila chrysaetos) och grävling. Populationerna av andra fiender som prärievarg och rödlo har minskat på grund av jakt.
Efter parningen, som sker sent i mars eller tidigt i april, föder honan efter en cirka 30 dagar lång dräktighet 3 till 8 ungar. Det genomsnittliga antalet ungar i en kull är 5,6. När ungarna blir könsmogna är inte känt men de kan para sig under nästa parningstid.

## Status
Vitsvansad präriehund betraktades av nybyggare i Nordamerika som skadedjur på odlade växter. Individerna dödades därför med olika metoder. Även idag minskar beståndet men populationen betraktas trots detta av IUCN som livskraftig (LC).